# سرکولی
سرکولی، روستایی از توابع بخش مرکزی شهرستان لالی در استان خوزستان ایران است.

## جمعیت
این روستا در دهستان سادات قرار دارد و براساس سرشماری مرکز آمار ایران در سال 1395، جمعیت آن 394 نفر (92خانوار) بوده‌است.مردم این روستا از طایفه اولادخسروخان بابادی هستند که در تابستان به روستای خسروآباد قلاتک شهرستان کوهرنگ استان چهارمحال بختیاری کوچ میکنند . وجود طبیعت بکر و دست نخورده و دریاچه سد این روستا و همچنین زمستان گذرانی پرندگان در دریاچه سد روستا مناظر دیدنی فراوانی را به وجود میاورد . دهیاری این روستا از سال 1387 تاسیس گردید که آقای فروتن خسروی بابادی از زمان تاسیس تا سال 1400 دهیار این روستا بوده و خدمات ارزنده ای به این روستا نموده است . 